# Čajkovci
Čajkovci falu Horvátországban, Bród-Szávamente megyében. Közigazgatásilag Vrpoljéhez tartozik.

## Fekvése
Bród központjától légvonalban 27, közúton 32 km-re északkeletre, községközpontjától 4 km-re délnyugatra, Szlavónia középső részén, a Bródról Vinkovcira menő főút mentén fekszik. Nyugati határában halad át az A5-ös (Eszék-Svilaj) autópálya.

## Története
A történeti források alapján a mai település a török uralom idején keletkezett valószínűleg Boszniából érkezett katolikus horvátok betelepülésével. Első írásos említése az 1545-ös török defterben a Diakovári kádiluk és a Prikraji náhije részeként történt. A szlavóniai települések 1698-as kamarai összeírásában „Csaikovacz” néven Kopanycza hajdútelepülés északi szomszédjaként említik. 1702-ben 25 háztartást számláltak a településen. 1734-ben fakápolnáját említik, mely a dragotini Szent Márk plébánia filiája volt. A diakovári püspökség birtoka volt, majd 1745-től a katonai igazgatás bevezetése után a bródi határőrezredhez tartozott.
Az első katonai felmérés térképén „Chaikovcze” néven található. Lipszky János 1808-ban Budán kiadott repertóriumában „Chajkovcze” néven szerepel. Nagy Lajos 1829-ben kiadott művében „Chajkovce” néven 146 házzal, 714 katolikus és 52 ortodox vallású lakossal találjuk. A katonai közigazgatás megszüntetése után 1871-ben Pozsega vármegyéhez csatolták.
A településnek 1857-ben 651, 1910-ben 785 lakosa volt. Pozsega vármegye Bródi járásának része volt. Az 1910-es népszámlálás adatai szerint lakosságának 73%-a horvát, 12%-a német, 7%-a magyar, 5%-a szlovák anyanyelvű volt. Az első világháború után 1918-ban az új szerb-horvát-szlovén állam, majd később (1929-ben) Jugoszlávia része lett. 1952-ben felépült a közösségi ház. 1958-ban megalakult a helyi önkéntes tűzoltóegylet. 1961-ben bevezették a faluba az elektromos áramot és még az év decemberében megjelent az első TV-készülék. 1968-ban felépült a tűzoltószerház. 1988-ra felépült a ravatalozó és a temetőkápolna. 1989-ben bevezették a telefonhálózatot. 1991-től a független Horvátországhoz tartozik. 1991-ben lakosságának 89%-a horvát nemzetiségű volt. 1992-ben kiépült a vízvezeték hálózat, 1997-ben pedig a gázvezeték. 2011-ben a településnek 639 lakosa volt.

## Lakossága

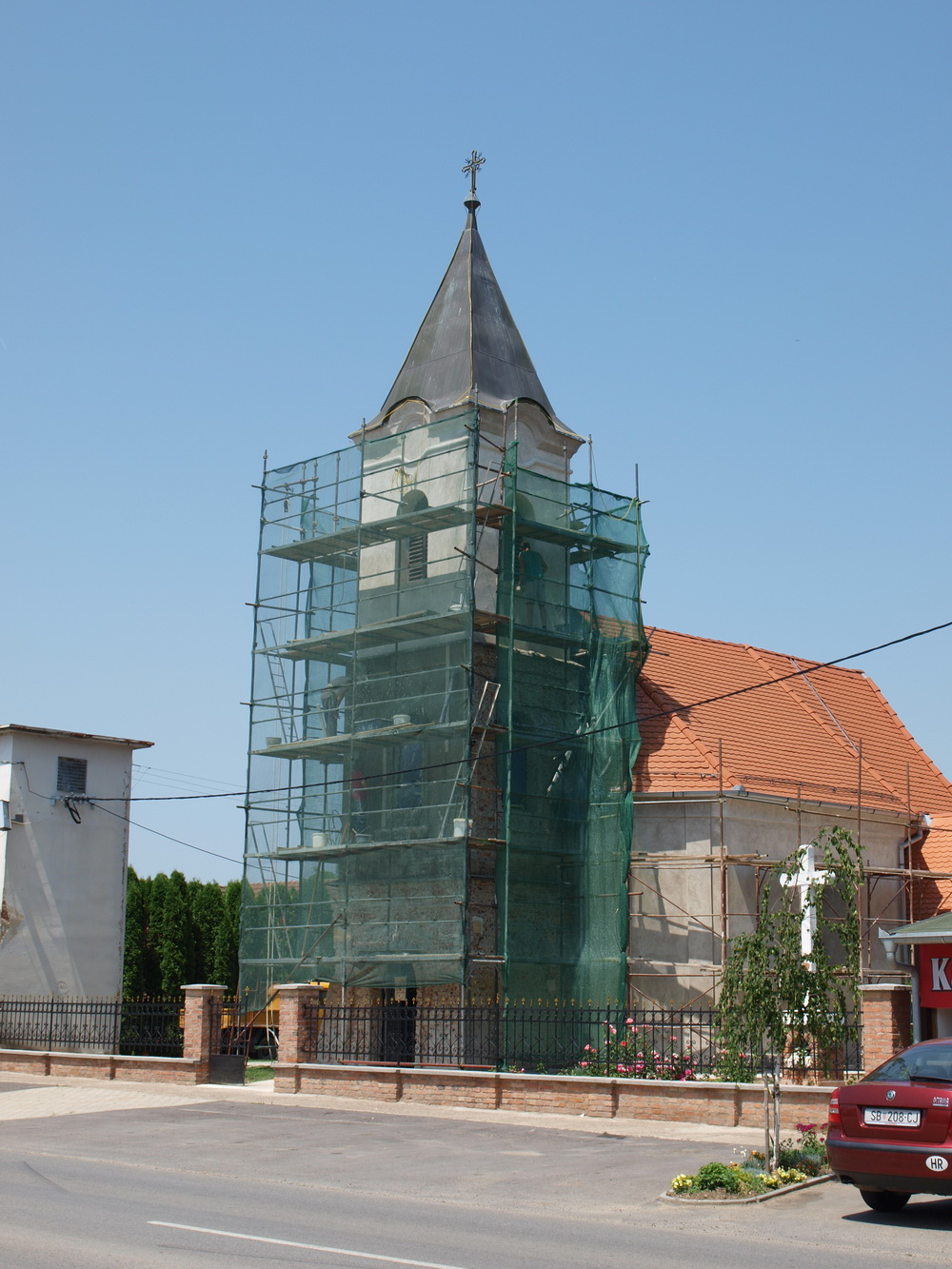
A Szent Mátyás templom

| Lakosság változása | Lakosság változása | Lakosság változása | Lakosság változása | Lakosság változása | Lakosság változása | Lakosság változása | Lakosság változása | Lakosság változása | Lakosság változása | Lakosság változása | Lakosság változása | Lakosság változása | Lakosság változása | Lakosság változása | Lakosság változása |
| ------------------ | ------------------ | ------------------ | ------------------ | ------------------ | ------------------ | ------------------ | ------------------ | ------------------ | ------------------ | ------------------ | ------------------ | ------------------ | ------------------ | ------------------ | ------------------ |
| 1857               | 1869               | 1880               | 1890               | 1900               | 1910               | 1921               | 1931               | 1948               | 1953               | 1961               | 1971               | 1981               | 1991               | 2001               | 2011               |
| 651                | 650                | 515                | 764                | 715                | 785                | 742                | 798                | 780                | 825                | 838                | 766                | 725                | 688                | 735                | 639                |

## Nevezetességei
Szent Mátyás apostol tiszteletére szentelt római katolikus templomát 1811-ben építették. Felszentelése 1912-ben történt. 2009-ben teljesen megújították.

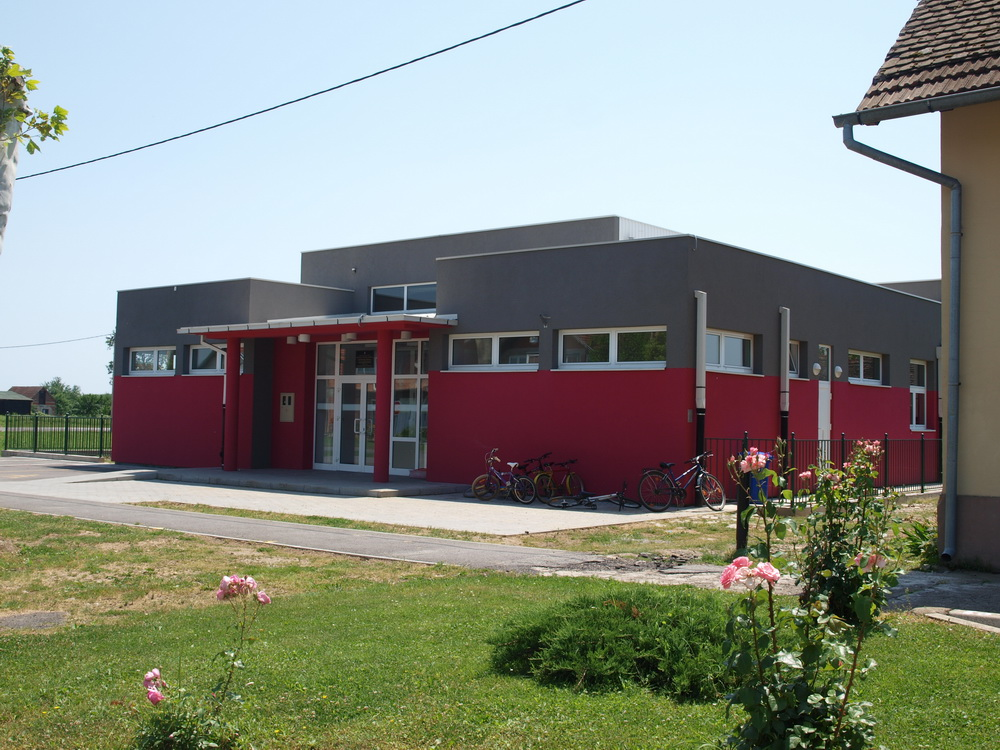
Az elemi iskola

## Oktatás
A település első iskolája 1831-ben nyílt meg. 1909 tavaszán megkezdődött az új iskolaépület építése, melyben még az év végén megindulhatott a tanítás. A mai iskola épületét 2007-ben emelték. Ma a vrpoljei Ivan Meštrović elemi iskola négyosztályos alsó tagozata működik benne.

## Sport
Az NK "Mladost" Čajkovci labdarúgóklubot 1947-ben alapították.